# ジョン・クルーガー
ジョン・クルーガー（John Cruger、1678年 - 1744年8月13日）は、アメリカの政治家、商人。22年間市会議員を務め、1739年から1744年に亡くなるまで第38代ニューヨーク市長を務めた。
デンマークで1678年前半に生まれたと思われる。彼は17世紀後半にアメリカに来た。当時ニューヨーク州は公式にはイングランドの植民地であったが、まだ非常にニューネーデルラント時代のオランダの影響が残っていた。船長や商事代理業者としてOnziel・ヴァン・Swiedenとバレンタイン・クルーガーの商業事務所に入り、1702年までにはジュニア・パートナーになり、自分の船を所有していた。1703年3月2日に市民権を得て、州のFreeholderと認められた。ニューヨークのマリア・カイラーと結婚した(彼女はオールバニ市長Dirck・テン・ブロエクの叔母かつ妻だった)。
最終的に3人の息子と4人の娘を授かった。上からアンナ(1704年-1744年)、 Tileman (1705—1730)、ヘンリー(1707年—1780年)、ジョン・クルーガー・ジュニア (1710年—1791年)、サラ(1714年—1766年)、マリア(1715年—1787年)、レイチェル(1721年—1775年)である。
1712年、ドック区(Dock Ward)の市会議員に選出され、ポール・リチャード市長の助手となった1735年まで務めた。海外の息子たちに仕送りをしていた。カリブ海 (Caribbean) のTileman、イギリスのブリストルのヘンリーなどである。
1739年までに、彼と彼の家族はアメリカ・オランダ改革派教会を棄教し、トリニティ教会でアングリカン・コミュニオンの政治的に重要な一員となった。同年、ニューヨーク市長に任命された。死ぬ時、彼の意志により、生存していた息子ジョン、ヘンリーに強大商業帝国を残した。また、自らの意志で宗教的ルーツに戻った。ハーレムのLow Dutch Reformed Churchの墓地に埋葬された。教会墓地は消滅して久しく、現在東ハーレムのElmendorf Reformed Churchとなっている。